# Hualfín
Hualfín är en ort i Argentina.   Den ligger i provinsen Catamarca, i den norra delen av landet, 1 100 km nordväst om huvudstaden Buenos Aires. Hualfín ligger 1 842 meter över havet och antalet invånare är 2 304.
Terrängen runt Hualfín är varierad. Runt Hualfín är det mycket glesbefolkat, med 2 invånare per kvadratkilometer.. Hualfín är det största samhället i trakten.
Omgivningarna runt Hualfín är i huvudsak ett öppet busklandskap.